# Emitec
Emitec Technologies ist ein Automobilzulieferer aus Lohmar (Nordrhein-Westfalen) der Metall-Katalysatoren und Metall-Partikelfilter herstellt.
Emitec wurde 1986 als ein Joint Venture zwischen der britischen GKN plc sowie Siemens gegründet, die daran beide zu je 50 % beteiligt sind. Die Continental AG übernahm im Jahr 2007 mit der Siemens-Automotive-Sparte auch den 50%igen Anteil an der Emitec Gesellschaft für Emissionstechnologie mbH. Mit Wirkung zum 31. Juli 2014 übernahm Continental die Anteile von GKN und gliederte Emitec als 100%ige Tochter in die Division Powertrain ein.
Im Rahmen eines Spin-offs wurde 2019 diese Antriebssparte des Continental-Konzerns ausgegliedert und unter dem Namen Vitesco Technologies neu formiert - Continental Emitec wurde zur Vitesco Technologies Emitec GmbH.
Im August 2023 erfolgte ein erneuter Eigentümerwechsel zu der in München ansässigen Lenbach Equity Opportunities II GmbH & Co KG (LEO II). Unter dem Namen Emitec Technologies GmbH sollte das Unternehmen als rechtlich unabhängige Firma operieren. Geschäftsführer der Emitec waren im August 2023 Rolf Brück und Martin Kohn.
Emitec Technologies ist ein Anbieter von Abgastechnik für Autos, Nutzfahrzeuge, Zweiräder, Non-Road-Fahrzeuge (Baumaschinen, Flurförderzeuge, Land- und Forstfahrzeuge, Schienenfahrzeuge), Schiffe sowie stationäre Anlagen. So werden u. a. Metall-Katalysatoren für Benzin- und Dieselmotoren hergestellt, Partikelfilter für Dieselmotoren sowie den neuen Magermisch-Benzinmotoren (Lambda > 1), Stickoxid-Adsorber, AGR-Katalysatoren (AGR – Abgasrückführung); Sensor-Katalysatoren (Katalysatoren mit integriertem Lambdasensor).
Neben dem Stammsitz und Hauptwerk in Lohmar bei Bonn, wo Sonderprodukte hergestellt werden, verfügt das Unternehmen über ein Produktionswerk in Thüringen nahe Eisenach (Hörselberg-Hainich), wo die Großserienprodukte (mehrere Millionen Metall-Katalysatoren und Metall-Partikelfilter pro Jahr) hergestellt werden. Darüber hinaus gibt es einen weiteren Produktionsstandort in Pune (Indien). Im Werk Pune werden überwiegend Metall-Katalysatoren für Zweiräder hergestellt.
Nach Gesamtinvestitionen in den vorangegangenen Jahren von mehr als acht Millionen Euro wurde am 17. August 2009 der laut Unternehmensmarketing leistungsstärkste Rollenprüfstand der Welt im Werk Hörselberg-Hainich in Anwesenheit des damaligen thüringischen Ministerpräsidenten Dieter Althaus eingeweiht. Dieser zweiachsig angetriebene Prüfstand vermag große Busse und schwere Nutzfahrzeuge/Baumaschinen sowie Allradfahrzeuge mit einer Gesamtleistung bis 600 kW (816 PS) zu testen (450 kW (610 PS) sowie maximal 20 Tonnen pro Achse). Die maximale Testgeschwindigkeit auf diesem Rollenprüfstand beträgt 160 km/h. Mit einer Grundfläche von 1600 Quadratmetern sowie einer Höhe von 10 Metern eignet sich die Halle zum Betrieb von Fahrzeugen in geschlossenen Räumen und ist damit ganzjährig nutzbar.